# Élections législatives bulgares de 2023
Les élections législatives bulgares de 2023 (en bulgare : Парламентарни избори в България (2023)) se tiennent de manière anticipée le 2 avril 2023 afin d'élire les 240 députés de la 49e législature de l'Assemblée nationale pour un mandat de quatre ans.
Le scrutin est rendu nécessaire par l'échec de la formation d'un gouvernement à la suite des élections organisées l'année précédente. C'est la cinquième fois en deux ans que les électeurs bulgares se rendent aux urnes, du fait d'une scène politique à la fois polarisée autour du parti Citoyens pour le développement européen de la Bulgarie (GERB) de Boïko Borissov et fragmentée entre formations aux vues politiques différentes. Ces divergences conduisent à la tenue de trois élections successives en avril, juillet et novembre 2021.
L'émergence lors de ces dernières du parti Nous continuons le changement codirigé par Kiril Petkov permet la formation d'un gouvernement, mais celui ci s'effondre à son tour l'année suivante avec le retrait du parti Il y a un tel peuple (ITN) et le vote d'une motion de censure. Bien que conduisant à la perte par ITN de toute représentation à l'assemblée, les élections d'octobre 2022 voient la montée de nouvelles formations russophiles dans le contexte de l'invasion de l'Ukraine par la Russie, introduisant un schisme supplémentaire au sein de l'Assemblée. Les blocages conduisent le président de la République Roumen Radev à convoquer un nouveau scrutin en 2023.
Le GERB parvient à arriver en tête, mais le scrutin se révèle encore un échec, aucun camp ne parvenant à obtenir la majorité absolue. La poursuite du blocage institutionnel augure un temps la tenue rapide de nouvelles élections, avant que les deux blocs ne finissent par s'accorder début mai sur la formation d'un gouvernement de transition. Mis en place pour une durée minimum de dix huit mois, ce dernier est chargé de mettre en œuvre plusieurs réformes cruciales afin de faire face aux problèmes économiques et politiques du pays.

## Contexte

### Instabilité politique depuis 2021 et législatives de 2022

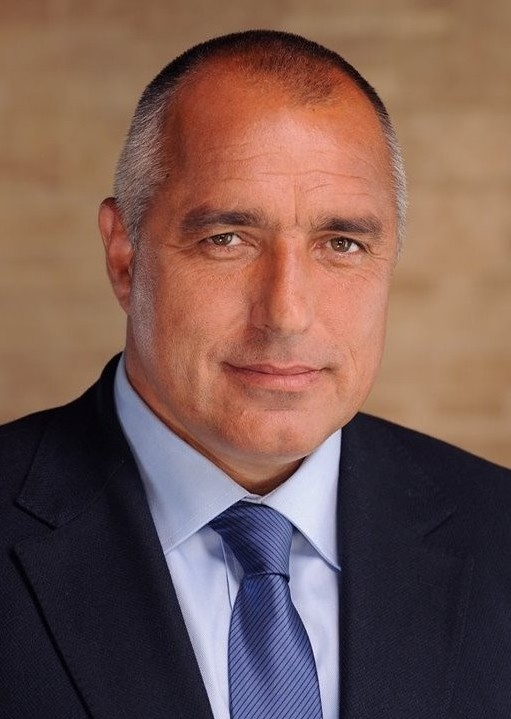
Boïko Borissov

Les précédentes élections ont lieu de manière anticipée en raison de la chute du gouvernement Petkov le 22 juin 2022. La formation de ce dernier en décembre 2021 avait mis fin à plusieurs mois de blocage politique, le pays ayant été confronté tout au long de l'année 2021 aux conséquences politiques des manifestations anti-corruption de grande ampleur à l'encontre du gouvernement de Boïko Borissov. Ces évènements polarisent fortement la scène politique bulgare, aucune des différentes formations, pour la plupart réparties entre alliées et opposantes à Borissov, ne parvenant initialement à s'entendre pour former une coalition. Les élections d'avril et de juillet 2021 sont marquées par l'entrée à l'Assemblée de nouvelles formations anti-Borissov dont Il y a un tel peuple (ITN), mais conduisent toutes deux à l'échec de la formation d'un gouvernement. Hormis le Mouvement des droits et des libertés (DPS) de la minorité turque et le parti nationaliste Renaissance, qui fait son entrée à l'Assemblée, l'ensemble des autres partis subissent des reculs, notamment Bulgarie démocratique (DB) et le Parti socialiste bulgare (BSPzB) ainsi que Citoyens pour le développement européen de la Bulgarie (GERB), de Boïko Borissov,,.
Les élections de novembre 2021 voient l'effondrement d'ITN, jugé responsable de l'échec des négociations de juillet, et l'émergence de Nous continuons le changement (PP), nouvelle formation codirigée par Kiril Petkov et Assen Vassilev qui arrive en tête du scrutin. Cette redistribution des forces aboutit finalement à la formation en moins d'un mois du gouvernement Petkov, un gouvernement de coalition réunissant Nous continuons le changement, le Parti socialiste bulgare, Il y a un tel peuple et Bulgarie démocratique. Devenu Premier ministre, Kiril Petkov bénéficie notamment du soutien du président de la République Roumen Radev, largement réélu au second tour de l'élection présidentielle de novembre 2021,,.

### Chute du gouvernement Petkov en 2022

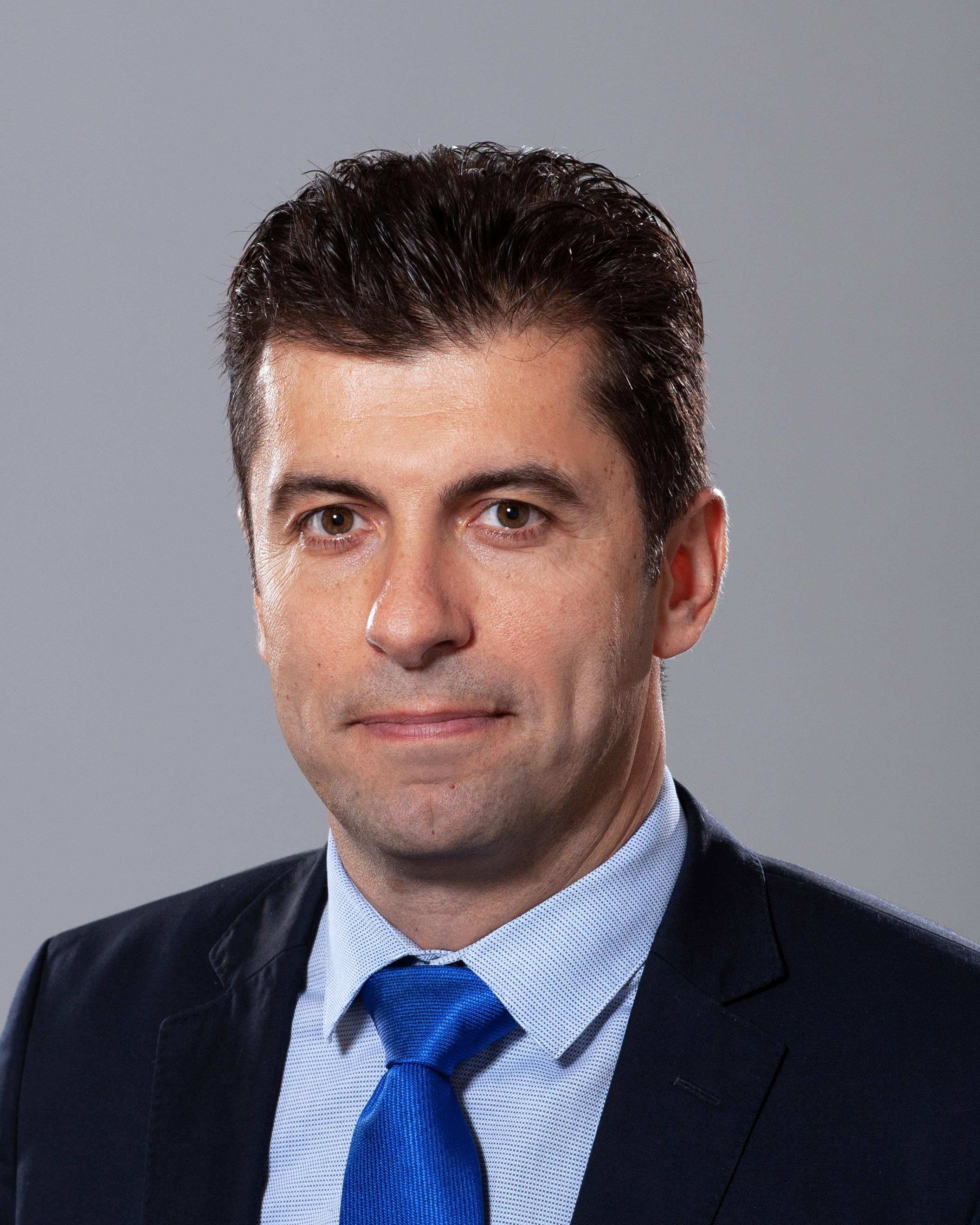
Kiril Petkov

La coalition gouvernementale s'avère finalement de courte durée. À la suite d'une rencontre entre Kiril Petkov et le dirigeant d'ITN, Slavi Trifonov, sur des questions budgétaires, ce dernier met en cause le Premier ministre sur la répartition des fonds du budget de l'État ainsi que sur l'annonce de la levée du veto bulgare à l'adhésion de la Macédoine du Nord à l'Union européenne. Le 8 juin, Trifonov annonce en conséquence le départ d'ITN du gouvernement, accusant le Premier ministre de manquer à sa parole. De son côté, Kiril Petkov assure être prêt à diriger un gouvernement minoritaire et reproche à ITN d'avoir cherché à obtenir près de deux millions d'euros supplémentaires pour le ministère du Développement régional, une somme qui aurait, selon Petkov, été versée à des entreprises poursuivies pour corruption.
Le départ d'ITN dans l'opposition conduit à la perte par le gouvernement de sa majorité à l'Assemblée. Sur proposition du parti GERB, une motion de censure est mise au vote le 22 juin, et adoptée le même jour par 123 voix pour et 116 contre. Ainsi renversé, Kiril Petkov assure l'intérim, tandis que le président de la République est contraint de dissoudre l'Assemblée nationale faute de vote de confiance à un successeur par l'assemblée.
La censure du gouvernement intervient quelques jours avant le Conseil européen du 24 juin devant préparer un sommet avec les pays des Balkans dans le contexte de l'accession de l'Ukraine et de la Moldavie au statut de candidat à l'Union européenne le 23 juin. Accélérées par l'invasion de l'Ukraine par la Russie, ces accessions provoquent des tensions chez les pays candidats des Balkans, dont les procédures sont en comparaison très ralenties depuis plusieurs années. La levée du véto bulgare sur la candidature de la Macédoine du Nord, qui devait y être officialisée sous condition d'un vote favorable du Parlement, se retrouve bloquée par la crise provoquée par ITN, qui se voit ainsi accusé d'avoir manœuvré avec les partis nationalistes et pro-russes pour faire échouer le sommet. Si la politique macédonienne de Petkov reçoit finalement le soutien inattendu du GERB sur la signature d'un accord de compromis voté par l'assemblée, menant à la levée du veto bulgare, le Premier ministre prend acte de la perte de sa majorité à l'assemblée et remet sa démission fin juin 2022,,. Après une série de négociations infructueuses, le président Radev finit par convoquer de nouvelles élections et nomme le 2 août un gouvernement apolitique mené par un ancien ministre du Travail, Galab Donev, chargé d'assurer l'intérim,,.

### Élections législatives de 2022

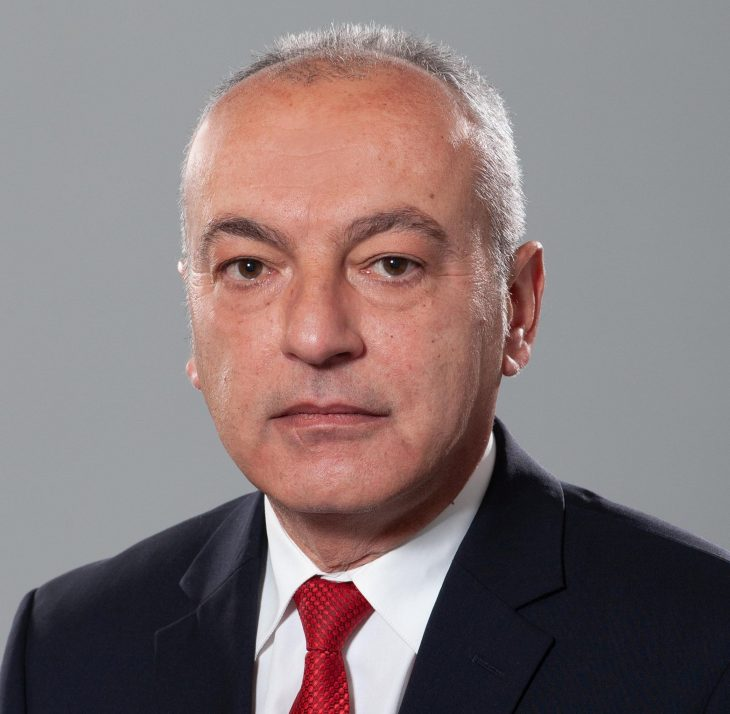
Ancien ministre du Travail, Galab Donev assure l'intérim depuis 2022.

Marquées par une faible participation, les élections d'octobre 2022 voient le GERB arriver en tête devant le PP, tandis qu'ITN s'effondre et perd toute représentation à l'Assemblée nationale. Le parti d’extrême droite Renaissance et le nouveau parti attrape-tout Réveil bulgare effectuent tous deux une percée. Si l'arrivée en tête du GERB permet à Boïko Borissov de se voir confier en premier la tâche de former un gouvernement de coalition, l'Assemblée se révèle à nouveau fragmentée et polarisée.
Le scrutin aboutit à une montée des forces russophiles dans le contexte de l'invasion de l'Ukraine par la Russie. Historiquement proche de la Russie, très dépendante de ses livraisons de gaz — au point d'obtenir de l'Union Européenne une dérogation d'un an et demi à son embargo —, la Bulgarie voit une partie de son électorat soutenir une attitude ambiguë à l'égard de la Russie. Le président Roumen Radev se prononce publiquement contre la livraison d'armes à l'Ukraine, qu'il juge contraire à la poursuite d'un règlement pacifique du conflit, prenant ainsi une position totalement opposée à celle de Kiril Petkov. La rupture entre le président russophile et son ancien Premier ministre pro-occidental est ainsi consommée, les deux hommes autrefois alliés sur le thème de la lutte contre la corruption n'ayant pu mettre de côté leurs divergences géopolitiques. Le scrutin est dominé par le clivage opposant la Russie et l'Occident, Nous continuons le changement et Bulgarie démocratique soutenant des positions fermement pro-occidentales et pro-ukrainiennes tandis que le BSP, Renaissance et Réveil bulgare se tournent plutôt du côté russe. Le GERB et le DPS sont de leur côté théoriquement pro-occidentaux mais ont été accusés de sympathies pro-russes. C'est cependant la question de la flambée des prix, notamment de l'énergie et de l'alimentation, à l'approche de l'hiver qui inquiète davantage les électeurs que les questions géostratégiques.
Bien qu'arrivé en tête dans une nouvelle assemblée où les composantes de l'ancien gouvernement Petkov se retrouvent minoritaires, le GERB ne parvient pas à former une coalition. Celui ne peut en effet espérer un accord avec Nous continuons le changement, Bulgarie démocratique ou le BSP pour la Bulgarie, ces trois partis ayant en partie construit les quatre campagnes électorales des deux dernières années sur leur opposition à Borissov. Les deux premiers déclarent ainsi lors de la campagne qu'ils ne pourraient pas travailler avec le GERB ou le DPS en raison des accusations de corruption dont ils font l'objet. Si une coalition est mathématiquement possible via une alliance du GERB avec le Mouvement des droits et des libertés et Renaissance, celle-ci est en pratique impossible, les divergences étant beaucoup trop fortes entre le premier, représentant de la minorité turque et le second, ultra-nationaliste proche du Kremlin. Borissov tente de faciliter les négociations en déclarant préalablement ne pas convoiter le poste de Premier ministre ou même de ministre, sans succès.
Les opposants au Gerb ne disposant pas du nombre de sièges nécessaires pour former en retour une majorité, les négociations apparaissent rapidement sans issues. Le président Radev temporise cependant la nomination d'un formateur afin que les prochaines élections aient lieu en 2023 après la période hivernale. Les négociations, qui s'étalent ainsi jusqu'en janvier 2023, finissent comme attendu par échouer, ouvrant la voie à la tenue de nouvelles élection. Le 24 janvier, le président annonce la convocation le 3 février des élections anticipées pour le 2 avril et la reconduction du gouvernement du Premier ministre Donev,.

## Système électoral

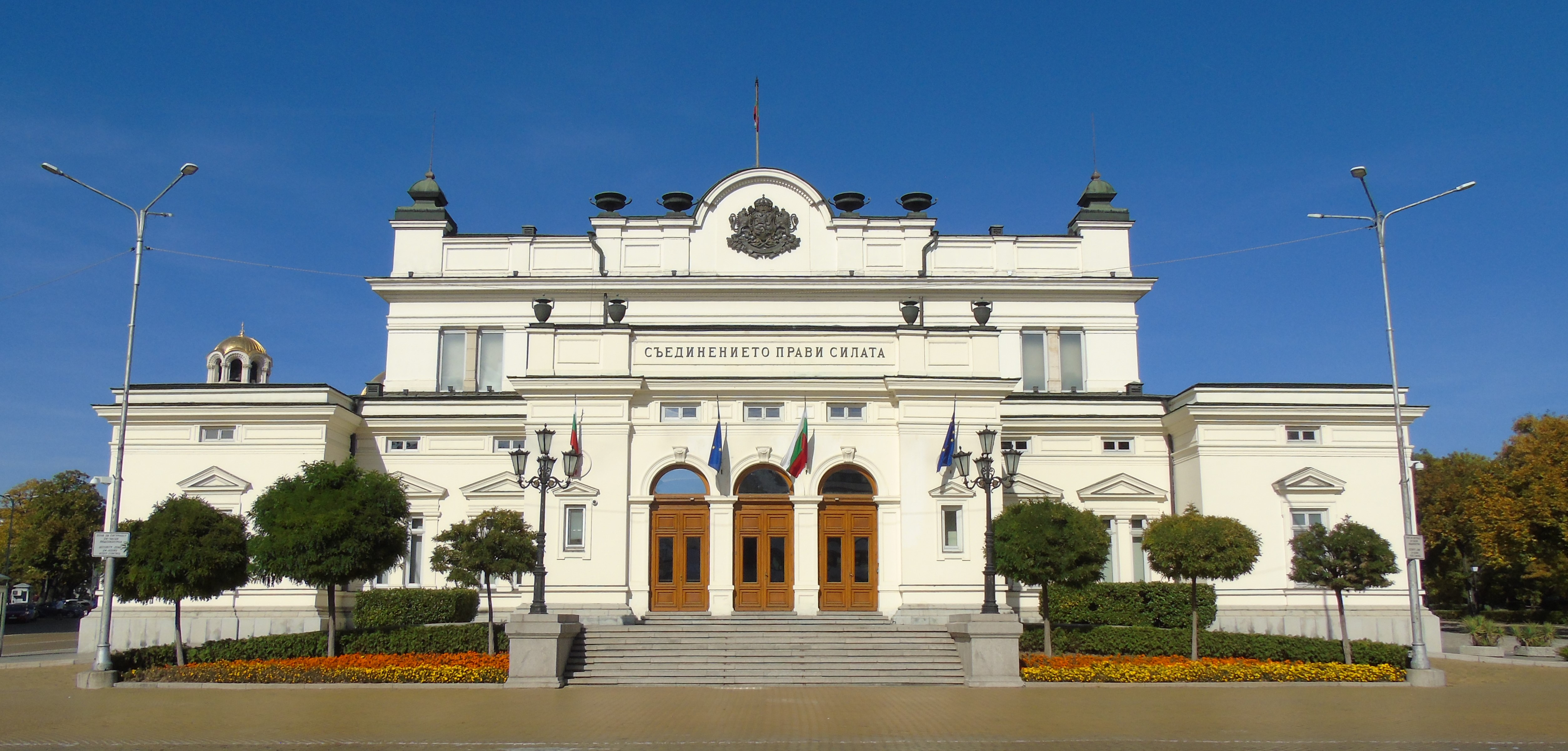
Bâtiment de l'Assemblée à Sofia.

L'Assemblée nationale (en bulgare : Народното събрание) est composée de 240 sièges pourvus pour quatre ans au scrutin proportionnel suivant la méthode du quotient de Hare dans 31 circonscriptions électorales de quatre à seize sièges. Les listes sont ouvertes, avec la possibilité pour les électeurs d'effectuer un vote préférentiel envers un candidat de la liste choisie afin de faire monter sa place dans celle-ci. Après décompte des suffrages, la répartition est faite entre les listes de candidats ayant atteint le seuil électoral de 4 % des suffrages exprimés au niveau national sur des partis. Les votes pour les candidats indépendants ainsi que ceux « Aucun de ces choix » sont comptés comme des votes valides, mais n'entre pas en compte pour le calcul du seuil,,.
Le système bulgare prévoit un maximum de trois tentatives de formation d'un gouvernement à la suite des élections. Le président confie ainsi en premier lieu cette responsabilité au parti arrivé en tête, puis au deuxième et enfin à un parti de son choix. Si aucun ne parvient à former un gouvernement capable de recevoir le vote de confiance de l'Assemblée, le président nomme un gouvernement d'intérim et convoque de nouvelles élections anticipées dans les deux mois. Cette procédure est également utilisée en cas de chute du gouvernement en cours de législature, le Premier ministre sortant disposant de la première tentative,.

## Sondages

Diagramme des sondages depuis les dernières élections

## Forces en présence
| Partis                                                               | Partis | Idéologie | Chef de file                                                   | Résultats en 2022           |
| -------------------------------------------------------------------- | --- | --- | -------------------------------------------------------------- | --------------------------- |
|                                                                      | Nous continuons le changement Prodaljavamé promianata (PP)                                                | Centre Lutte contre la corruption, réformisme, europhilie                                                                                             | Kiril Petkov / Assen Vassilev (en)                             | 19,52 % des voix 53 députés |
| Bulgarie démocratique Demokratitchna Balgaria (DB)                   | Centre droit Libéralisme, réformisme, europhilie, écologie politique                                      | Atanas Atanassov / Hristo Ivanov | 7,19 % des voix 20 députés                                     |                             |
|                                                                      | Citoyens pour le développement européen de la Bulgarie Grajdani za evropeïsko razvitié na Balgaria (GERB) | Centre droit Libéral-conservatisme, démocratie chrétienne, europhilie                                                                                 | Boïko Borissov                                                 | 24,48 % des voix 67 députés |
| Union des forces démocratiques Sayouz na demokratitchnite sili (SDS) | Centre droit Conservatisme, démocratie chrétienne, national-conservatisme                                 | Roumen Hristov (en) |                                                                | 24,48 % des voix 67 députés |
|                                                                      | Mouvement des droits et des libertés Dvijenié za prava i svobodi (DPS)                                    | Centre Social-libéralisme, défense des Turcs de Bulgarie                                                                                              | Mustafa Karadayi                                               | 13,29 % des voix 36 députés |
|                                                                      | Renaissance Vazrajdané (V)                                                                                | Extrême droite Nationalisme, antiaméricanisme, euroscepticisme, conservatisme social, antisystème, russophilie                                        | Kostadin Kostadinov (en)                                       | 9,83 % des voix 27 députés  |
|                                                                      | BSP pour la Bulgarie BSP za Balgaria (BSPzB)                                                              | Centre gauche à gauche Social-démocratie, socialisme démocratique, conservatisme social, neutralité dans la guerre russo-ukrainienne                  | Korneliya Ninova                                               | 8,98 % des voix 25 députés  |
|                                                                      | Réveil bulgare Balgarski vazkhod (BV)                                                                     | Droite Nationalisme, conservatisme social, souverainisme                                                                                              | Stefan Yanev                                                   | 4,47 % des voix 12 députés  |
|                                                                      | Il y a un tel peuple Ima takav narod (ITN)                                                                | Centre droit Populisme, démocratie directe, antisystème, lutte contre la corruption                                                                   | Slavi Trifonov                                                 | 3,70 % des voix 0 députés   |
|                                                                      | La Gauche! Levitsata! (L!)                                                                                | Centre-gauche à gauche Social-démocratie, socialisme, lutte contre la corruption, mouvement pour la paix, neutralité dans la guerre russo-ukrainienne | Maya Manolova (en), Roumen Petkov (en), Tatiana Dontcheva (en) | 0,97 % des voix 0 députés   |

## Campagne

### Conséquences de la guerre en Ukraine

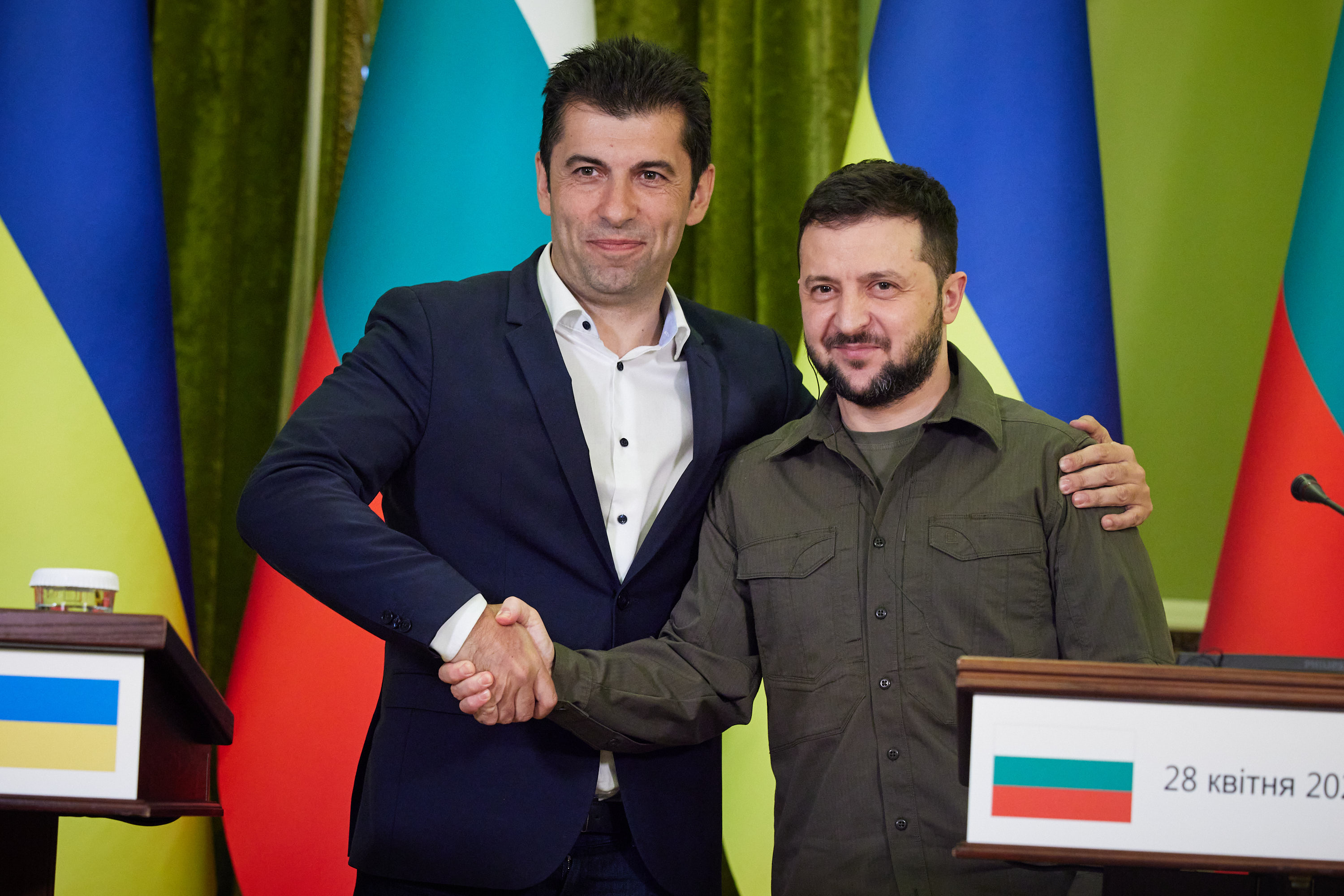
Kiril Petkov avec le président ukrainien Volodymyr Zelensky en avril 2022.

La campagne intervient peu après des révélations selon lesquelles Kiril Petkov a secrètement fait passer en Ukraine d'importantes quantités de munitions et de carburants, à l'insu de l'Assemblée nationale et de ses partenaires de coalition. Les livraisons, intervenues au tout début conflit alors que Petkov assurait l'intérim, auraient assurés un soutien déterminant au gouvernement ukrainien du président Volodymyr Zelensky, représentant jusqu'à 30 % des munitions et 40 % du carburant utilisés par les forces armées ukrainiennes à ce stade du conflit.
Le 10 février 2023, le gouvernement des États-Unis annoncent la mise mise en œuvre de nouvelles sanctions financières dans le cadre de la Loi Magnitski, qui touchent les individus suspectés d'être impliqués dans le décès de l'avocat Sergueï Magnitski, symbole de la lutte contre la corruption du système politique. Plusieurs ministres des gouvernements Borissov II et III sont concernés, dont le ministre des Finances Vladislav Goranov,. Le renouvellement et l'élargissement de ces sanctions provoque de vives réactions dans l'ensemble de la classe politique en remettant sur le devant de la scène le thème de la corruption jugée endémique, ainsi que des liens avec la Russie,. Le ministre de l'intérieur du gouvernement intérimaire, Ivan Demerdzhiev, qualifie ainsi les sanctions de « claque dans la figure » portée au système judiciaire bulgare, incapable de sanctionner par lui même la corruption. Pour ses collègues de la Justice et des Affaires européennes, Krum Zarkov et Atanas Pekanov, l'évènement démontre que la réforme du système judiciaire ne va pas assez vite, une conclusion reprise comme thème de campagne par les dirigeants de Nous continuons le changement (PP) et de Bulgarie démocratique (DB). Ces derniers se montrent particulièrement critiques envers le procureur général Ivan Guéchev (en), cible des mouvements réformateurs depuis deux ans, et pointent du doigt la convergence des sanctions envers les membres haut placés de Citoyens pour le développement européen de la Bulgarie (GERB), du Mouvement des droits et des libertés (DPS) et de BSP pour la Bulgarie (BSPzB), signe selon eux d'une collusion entre les dirigeants de ces partis.
Le dirigeant du GERB, Boïko Borissov, se défend de ces accusations en affirmant que le parti s'est depuis distancé des membres incriminés. Il affirme par ailleurs avoir des informations selon lesquelles les co-dirigeants du PP seraient eux-mêmes la cible d'une enquête américaine pour détournement de fonds, sans apporter de preuves à ses allégations. Selon le BSPzB, les sanctions américaines sont sans fondements, et ne viseraient qu'à envenimer les relations russo-bulgares en vue des élections.

### Regroupements accentué des partis
Nous continuons le changement (PP) et Bulgarie démocratique (DB) annoncent le 10 février la formation d'une coalition en vue d'arriver en tête du scrutin. L'alliance est formalisée trois jours plus tard par la signature d'un accord, "Nous continuons ensemble" entre le PP et les différentes composantes de Bulgarie démocratique. Bien que plaçant la coalition en tête des intentions de vote, cette alliance de deux formations auparavant rivales provoque de nombreuses tensions internes en raison du placement des candidats sur ses listes communes,. Plusieurs députés PP placés en dessous de candidats DB quittent ainsi le parti ou menacent de le faire,.
Les partis membres de Debout.BG ! Nous arrivons ! s'allient avec plusieurs autres formations mineures ainsi qu'avec des transfuges de BSP pour la Bulgarie dont notamment l'Alternative pour la renaissance bulgare pour former une nouvelle coalition, La Gauche!. Celle ci se présente comme la seule véritable formation de gauche, appelant à donner la priorité aux questions économiques dont une hausse du salaire minimum et la lutte contre la pauvreté. La Gauche! se positionne également en opposition aux coalition du GERB-SDS et du PP-DB qu'elle qualifie de « pôle de la guerre », et milite ainsi pour la fin des livraisons d'armes à l'Ukraine,,.
L'Union nationale Attaque, les Russophiles pour le renouveau de la patrie et deux partis communistes forment quant à eux la coalition pro-russe Bulgarie neutre, dirigée par Nikolay Malinov, un militant pro-russe personnellement décoré par Vladimir Poutine et soumis aux sanctions mises en œuvre par la Loi Magnitski,,.

## Résultats
|                        |                                                               |           |       |      |        |               |  |  |  |
| Partis ou coalitions   | Partis ou coalitions                                          | Voix      | %     | +/-  | Sièges | +/-           |  |  |  |
|                        | Coalition GERB-SDS                                            | 669 924   | 25,39 | 0,91 | 69     | 2             |  |  |  |
|                        | Nous continuons le changement - Bulgarie démocratique (PP-DB) | 621 069   | 23,54 | 3,17 | 64     | 9             |  |  |  |
|                        | Renaissance (V)                                               | 358 174   | 13,58 | 3,75 | 37     | 10            |  |  |  |
|                        | Mouvement des droits et des libertés (DPS)                    | 347 700   | 13,18 | 0,11 | 36     | en stagnation |  |  |  |
|                        | BSP pour la Bulgarie (BSPzB)                                  | 225 914   | 8,56  | 0,42 | 23     | 2             |  |  |  |
|                        | Il y a un tel peuple (ITN)                                    | 103 971   | 3,94  | 0,24 | 11     | 11            |  |  |  |
|                        | Réveil bulgare (BV)                                           | 77 420    | 2,93  | 1,54 | 0      | 12            |  |  |  |
|                        | La Gauche ! (L!)                                              | 56 481    | 2,14  | 1,17 | 0      | en stagnation |  |  |  |
|                        | Bulgarie neutre (en) (NB)                                     | 10 505    | 0,40  | 0,14 | 0      | en stagnation |  |  |  |
|                        | Ensemble (Z)                                                  | 8 755     | 0,33  | 0,07 | 0      | en stagnation |  |  |  |
|                        | Autres partis                                                 | 48 292    | 1,83  | –    | 0      | en stagnation |  |  |  |
|                        | Indépendants                                                  | 924       | 0,04  | 0,02 | 0      | en stagnation |  |  |  |
|                        | « Aucun de ces choix »                                        | 109 095   | 4,14  | 0,76 |        |               |  |  |  |
|                        |                                                               |           |       |      |        |               |  |  |  |
| Suffrages exprimés     | Suffrages exprimés                                            | 2 638 024 | 98,34 |      |        |               |  |  |  |
| Votes nuls             | Votes nuls                                                    | 44 617    | 1,66  |      |        |               |  |  |  |
| Total                  | Total                                                         | 2 683 606 | 100   | –    | 240    | en stagnation |  |  |  |
| Abstentions            | Abstentions                                                   | 3 910 987 | 59,31 |      |        |               |  |  |  |
| Inscrits/Participation | Inscrits/Participation                                        | 6 594 593 | 40,69 |      |        |               |  |  |  |

## Analyse

Sièges par parti par circonscription électorale.

La coalition menée par le GERB arrive en tête, permettant ainsi au parti de tenter en premier de former un gouvernement. Les résultats des législatives ne font néanmoins que poursuivre le blocage auquel est confronté le pays. Isolé politiquement, le GERB ne dispose toujours pas de la majorité des sièges, tandis que les autres partis sont soit catégoriquement opposé à lui, soit entre eux, rendant impossible la formation d'une coalition. Cette situation, évidente dès le soir du scrutin, s'exprime notamment par une absence de triomphalisme du GERB, pourtant théoriquement vainqueur du scrutin. Seuls à fêter leurs résultats, les nationalistes russophiles de Renaissance poursuivent leur progression ininterrompue depuis 2017, tandis qu'Il y a un tel peuple (ITN) parvient de justesse à franchir le seuil électoral, effectuant ainsi son retour au parlement,,,.
Si un sixième scrutin anticipé consécutif est immédiatement envisagé, la possibilité d'un accord entre le GERB et le PP-DB sur la formation d'un gouvernement apolitique devient pour la première fois envisageable face aux difficultés économiques que connait alors le pays. Un tel gouvernement aurait ainsi pour seule fonction de gérer la montée de l'inflation et du coût de la vie, ainsi que de faire passer un budget,.

## Formation du gouvernement
La nouvelle législature organise sa session inaugurale le 16 avril. Après trois jours de blocage, l'assemblée finit par élire le député du GERB Rossen Jeliazkov à sa présidence à la suite d'un accord entre le GERB–SDS et le PP-DB. Celui-ci prévoit que le contrôle de la présidence alterne entre les deux blocs tous les trois mois. Le GERB annonce le 10 mai choisir la commissaire européenne à l'Innovation Mariya Gabriel pour candidate au poste de Première ministre. Elle obtient le 15 mai le mandat de former un gouvernement du président de la République Roumen Radev,.
Après plusieurs jours d'intenses négociations entre le GERB et le PP-DB, un accord est annoncé à la surprise générale le 22 mai. L'accord prévoit la formation d'un gouvernement de coalition composé d'experts apolitiques pour une période d'au moins dix-huit mois, avec une rotation tous les neuf mois du Premier ministre et d'un vice-Premier ministre entre membres du PP et du GERB. Le DB assure quant à lui un soutien sans participation au gouvernement. Affirmant que « Nous avons tous fait beaucoup de concessions », Mariya Gabriel rend ainsi son mandat le lendemain afin de devenir la vice-Première ministre de Nikolay Denkov, ex-ministre de l'Éducation, membre du PP et doté d'un profil consensuel, qui se voit chargé de diriger le gouvernement les neuf premiers mois,.
C'est la première fois depuis le début de la crise politique initiée deux ans plus tôt qu'un parti de l'opposition à Boïko Borissov accepte de former une coalition avec le GERB. Les partis membres de l'accord justifient leur décision par le besoin de mettre fin à l'impasse politique ayant conduite à la tenue de scrutins à répétition — cinq élections en trois ans — tandis que Kiril Petkov s'excuse publiquement envers les électeurs pour ne pas avoir tenu sa promesse de ne pas négocier avec le GERB. Ce dernier aurait fourni une concession déterminante lors des négociations, Borissov acceptant finalement le principe d'un mécanisme de contrôle d'Ivan Guéchev (en), en attendant son départ forcé du poste de procureur général. Figure controversée, Ivan Guéchev est accusé depuis plusieurs années d’empêcher la poursuite des enquêtes visant les oligarques soumis à des sanctions internationales. Confronté à une nouvelle demande de démission au cours des négociations, le procureur venait d'affirmer avoir refusé en déchirant la lettre de démission qui lui était proposée. En réagissant publiquement à la tentative de le pousser à la démission lors d'une prise de parole au cours de laquelle il affirme être « victime d'une attaque politique coordonnée », suivie de l'ouverture d'une enquête sur Mariya Gabriel et Boïko Borissov, pourtant son protecteur de longue date, le procureur aurait finalement contribué à créer les conditions de son propre lachage par le GERB,.
Outre la gestion des problèmes économiques urgents auxquels est confronté la Bulgarie en pleine crise inflationniste mondiale, le nouveau gouvernement est chargé de mettre en œuvre les réformes judiciaires, économiques et constitutionnelles nécessaires pour aligner le pays sur le reste des membres de l'Union européenne et atteindre notamment son objectif d'intégration de la zone euro. La participation des deux blocs rivaux au gouvernement doit par ailleurs permettre la modification de la loi électorale afin d'instaurer le vote électronique, dans le but affiché de lutter contre la fraude électorale,.
La composition du gouvernement Denkov est annoncée le 2 juin, suivie du vote de confiance de l'Assemblée par 134 voix favorables et de son assermentation le 6 juin,.